# Ctenolimnophila (Campbellomyia) alpina alpina
Ctenolimnophila (Campbellomyia) alpina alpina is een ondersoort van de tweevleugelige Ctenolimnophila (Campbellomyia) alpina uit de familie steltmuggen (Limoniidae). De ondersoort komt voor in het Australaziatisch gebied.